# Victoria Kawesa
Victoria Kawesa, född 12 april 1975 i Uganda, är en svensk doktorand inom genusvetenskap vid Linköpings universitet, föreläsare, debattör och politiker, som jämte Gudrun Schyman var partiledare för Feministiskt initiativ år 2017.

## Bakgrund
Då Kawesa var nio år flydde familjen från Uganda till Sverige och bosatte sig i Tensta i Stockholm. Hon växte upp i Tensta och Husby och gick ut Tensta gymnasium.
Kawesa är tidigare adjunkt i genusvetenskap vid Södertörns högskola och doktorand vid Tema Genus på Linköpings universitet.

## Politiskt engagemang
I mars 2017 valdes Kawesa, tillsammans med Gudrun Schyman, till partiledare för Feministiskt initiativ, men lämnade sin post i september samma år "på grund av livsomständigheter". Tidigare var hon tredje namn för partiet i riksdagsvalet 2014 och partiets antirasistiska talesperson.

## Polisanmälningar och domar
2013 polisanmäldes Kawesa för upphovsrättsligt intrång vid en projektansökan som hon skrivit tillsammans med Cinemafrica, men förundersökningen lades ner.
I april 2017 inleddes en polisutredning mot Kawesa efter att hon i en powerpoint-presentation använt delar av ett verk av doktorand Therese Svensson, utan att ange källa, för vilket hon varnades skriftligen av Linköpings universitet. Detta ledde till att hon i december 2017 dömdes av Stockholms tingsrätt att betala 15 000 kronor i böter för upphovsrättsbrott, samt 6 000 kronor i skadestånd för "utnyttjandet av verket samt den skada som plagiatet medfört".
I oktober 2018 dömdes Kawesa i Södertörns tingsrätt för misshandel till villkorlig dom, dagsböter och skadestånd. Kawesa dömdes för att ha slagit och sparkat en man vid en tunnelbanespärr efter att denne hindrat henne från att planka. Hon dömdes till 120 dagsböter à 300 kronor. 
Domen fastställes 2019 av Svea hovrätt, vilken dock mildrade bötesstraffet med hänvisning till Kawesas "personliga och ekonomiska förhållanden" såsom arbetslös familjeförsörjare.